# Апелляционный суд шестого округа США
Апелляцио́нный суд шесто́го о́круга США (дословно Апелляционный суд США по шестому федеральному апелляционному округу; англ. United States Court of Appeals for the Sixth Circuit, сокращённо 6th Cir.) — федеральный суд апелляционной инстанции США, рассматривающий дела в штатах Кентукки, Мичиган, Огайо, Теннесси.
Суд расположен в Федеральном здании суда имени Поттера Стюарта в Цинциннати, штат Огайо.
Верховный суд США может проверить и пересмотреть решение Апелляционного суда только в том случае, если оно существенно нарушает сложившуюся судебную практику либо имеется неразрешённая коллизия в вопросе федерального права.

## Территориальная юрисдикция
В Апелляционном суде по шестому федеральному апелляционному округу обжалуются окончательные решения, принятые по вопросам, относящимся к федеральной юрисдикции, следующих нижестоящих судов федерального уровня:
- Федеральный окружной суд Восточного округа Кентукки
- Федеральный окружной суд Западному судебного округа Кентукки
- Федеральный окружной суд Восточного округа Мичигана
- Федеральный окружной суд Западного округа Мичигана
- Федеральный окружной суд Северного округа Огайо
- Федеральный окружной суд Южного округа Огайо
- Федеральный окружной суд Среднего округа Теннесси
- Федеральный окружной суд Восточного округа Теннесси
- Федеральный окружной суд Западного округа Теннесси